# Spigelia carnosa
Spigelia carnosa är en tvåhjärtbladig växtart som beskrevs av Standley och Steyerm.. Spigelia carnosa ingår i släktet Spigelia och familjen Loganiaceae. Inga underarter finns listade i Catalogue of Life.